# Ustermer Aa
Die Ustermer Aa bzw. der Aabach (nicht zu verwechseln mit der Mönchaltorfer Aa) ist ein 10,9 Kilometer langer Bach im Kanton Zürich, der als Abfluss des Pfäffikersees (537 m ü. M.) beginnt und als Zufluss des Greifensees (435 m ü. M.) endet. Am Anfang fliesst die Aa bis Wetzikon nach Südosten, wendet sich dort nach Nordwesten, nimmt den Wildbach auf, durchquert den Oberustermer Wald im engen Aatal und fliesst durch Uster und bei Niederuster in den Greifensee.

## Industriegeschichte
Die Ustermer Aa verliert auf ihrem kurzen Lauf 100 Höhenmeter und trieb daher schon im Mittelalter fünf Mühlen. Im 19. Jahrhundert wurde die Region entlang des Bachs zum Zentrum der Baumwollindustrie im Zürcher Oberland. 15 Spinnerei-Betriebe an ihrem Lauf machten sie zum „Millionen-Bach“. Im 20. Jahrhundert fand dann eine Konzentration der Textilindustrie auf wenige Betriebe statt.

## Industriekanal und Renaturierung
Zum Schutz vor Hochwasser wurde der Bach stark verbaut und kanalisiert. Aktuell werden Projekte realisiert, wodurch der Bachlauf renaturiert und mittels Fischtreppen und reduzierten Schwellen die Fischwanderung in der Aa ermöglicht werden soll. Zudem möchte die Stadt Uster die Parkanlagen entlang des Bachlaufs ausdehnen. 2014 wurde die Stadt Uster für die Umwandlung des Aabachs vom Industriekanal in eine Parklandschaft mit dem Schulthess Gartenpreis des Schweizer Heimatschutzes ausgezeichnet.